# Ридзево (Серпецький повіт)
Ридзево (пол. Rydzewo) — село в Польщі, у гміні Серпць Серпецького повіту Мазовецького воєводства.
Населення — 91 особа (2011).
У 1975-1998 роках село належало до Плоцького воєводства.

## Демографія
Демографічна структура станом на 31 березня 2011 року:
|          | Загалом | Допрацездатний вік | Працездатний вік | Постпрацездатний вік |
| -------- | ------- | ------------------ | ---------------- | -------------------- |
| Чоловіки | 51      | 15                 | 34               | 2                    |
| Жінки    | 40      | 6                  | 29               | 5                    |
| Разом    | 91      | 21                 | 63               | 7                    |